# Arcs del carrer Major (Cabassers)
Els Arcs del carrer Major és una obra gòtica de Cabassers (Priorat) inclosa a l'Inventari del Patrimoni Arquitectònic de Catalunya.

## Descripció
Es tracta de dues arcades apuntades que suporten una casa. Són fets amb carreus ben tallats. Les dues bases extremes no semblen originals i són aparentment aprofitades d'algun altre indret. En algunes d'aquestes peces hi apareixen uns relleus circulars amb una mena de flor a l'interior.

## Història
D'origen clarament medieval, les arcades restaren obertes fins al segle passat i eren conegudes com "la plaça", constituint com un eixamplament del carrer Major. Dins hi havia un pedrís on prenia possessió l'alcalde del poble. Després de tancar-se, passaren a formar part de la casa que suporten, dins la que també hi ha d'altres arcades. Hi ha qui suposa que les bases amb els relleus podien haver format part del castell.